# Liliw
Liliw (Bayan ng Liliw) är en kommun i Filippinerna. Kommunen ligger på ön Luzon, och tillhör provinsen Laguna. Folkmängden uppgår till 27 537 invånare.

## Bildgalleri

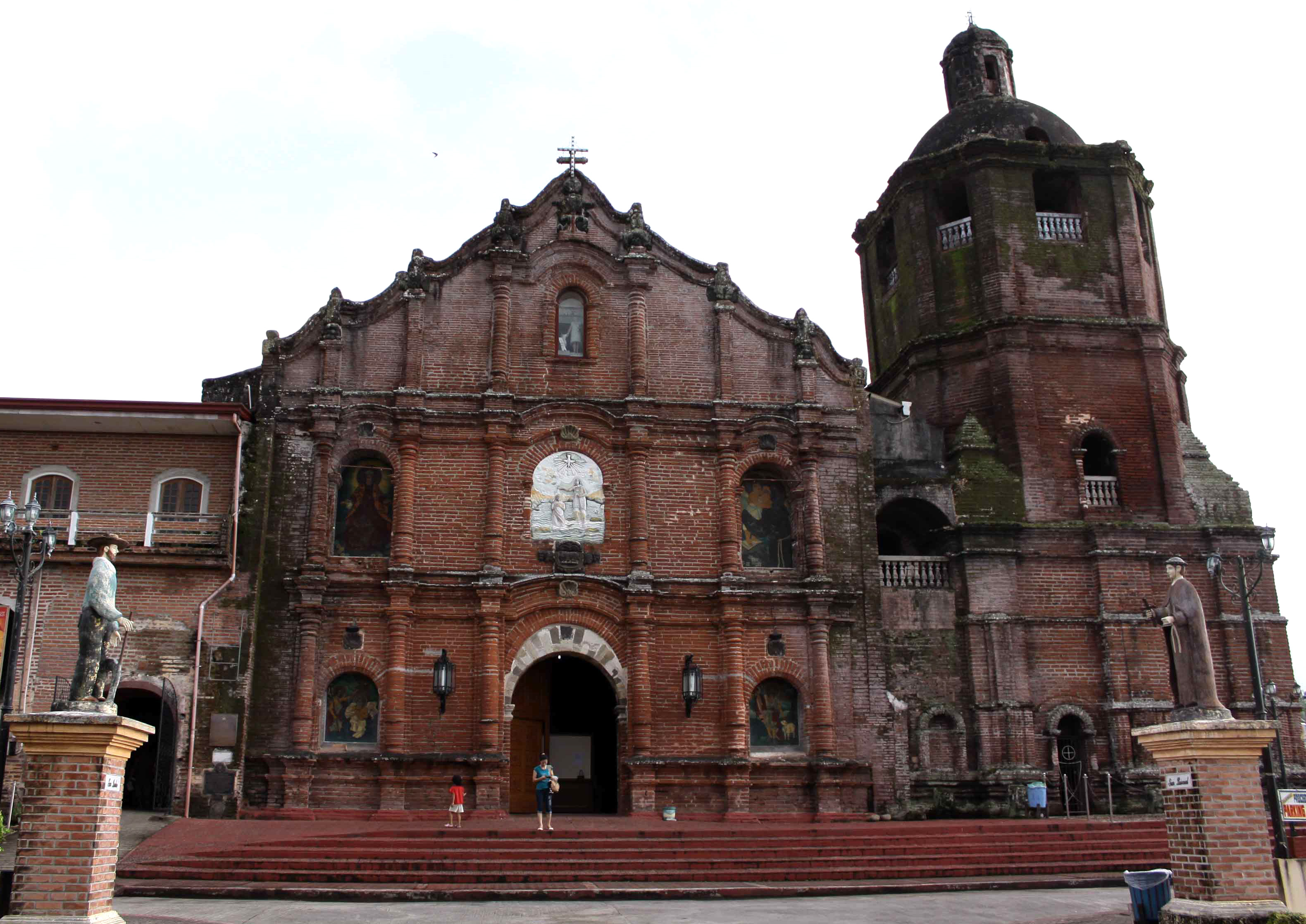
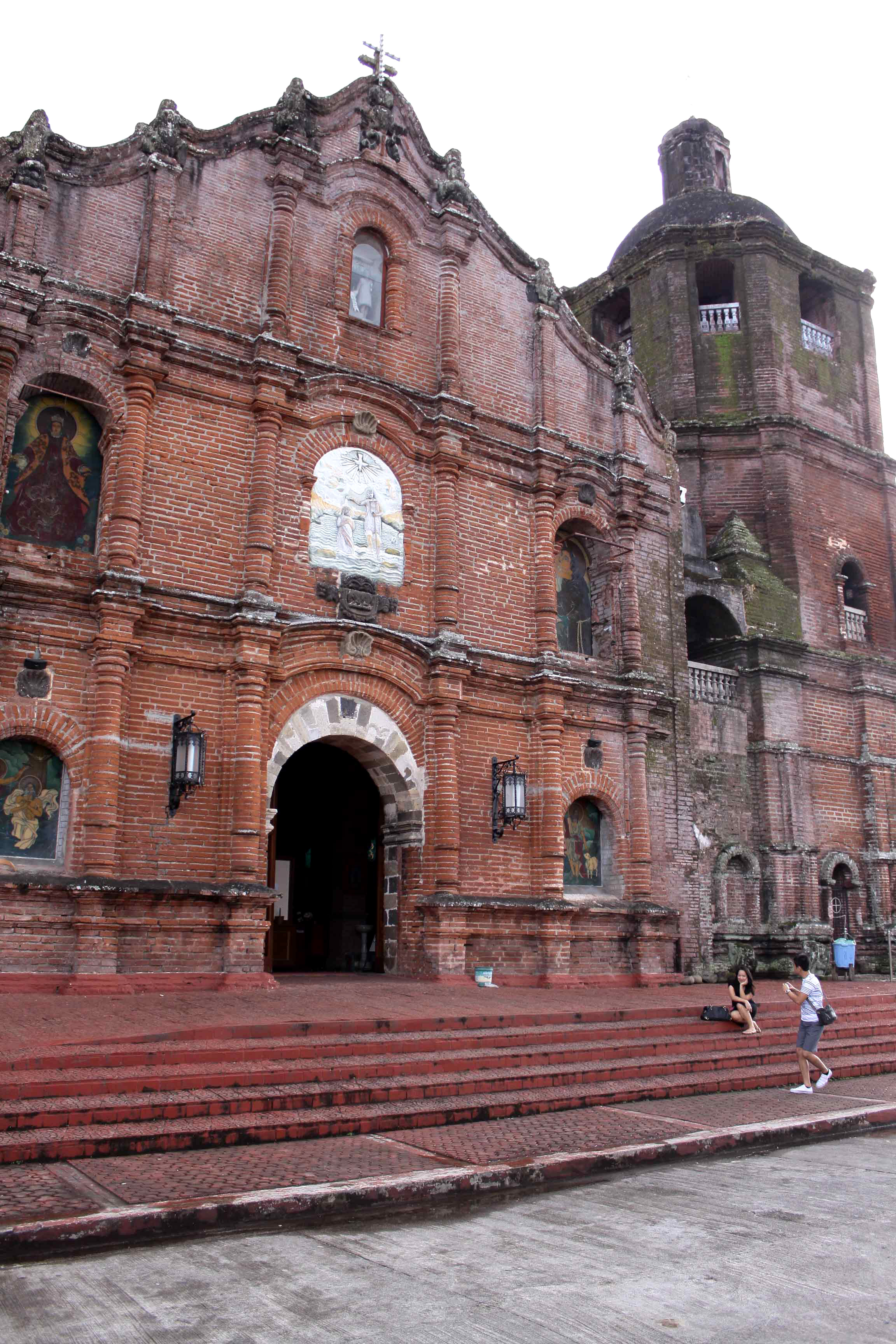

## Barangayer
Liliw är indelat i 33 barangayer.
| - Bagong Anyo (Pob.) - Bayate - Bubukal - Bongkol - Cabuyao - Calumpang - Culoy - Dagatan - Daniw (Danliw) - Dita - Ibabang Palina | - Ibabang San Roque - Ibabang Sungi - Ibabang Taykin - Ilayang Palina - Ilayang San Roque - Ilayang Sungi - Ilayang Taykin - Kanlurang Bukal - Laguan - Rizal (Pob.) - Luquin | - Malabo-Kalantukan - Masikap (Pob.) - Maslun (Pob.) - Mojon - Novaliches - Oples - Pag-Asa (Pob.) - Palayan - San Isidro - Silangang Bukal - Tuy-Baanan |